# Adelante (brano musicale)
Adelante è un brano del duo musicale italiano Righeira, nona traccia del secondo album in studio Bambini Forever, pubblicato il 23 giugno 1986.

## Descrizione
Il brano è stato scritto da Michael Righeira.

## Formazione
Righeira
- Johnson Righeira – voce
- Michael Righeira – voce

Produzione
- La Bionda – produzione